# マイク・レイノルズ
マイク・レイノルズ、（Mike Reynolds、1929年11月21日 - 2022年7月2日） は、アメリカ合衆国の男性声優、俳優。カリフォルニア州リバーサイド郡ヘメット出身。別名はマイク・L・レイノルズ（Mike L. Reynolds）、ピーター・ブルックス（Peter Brooks）、ハンク・スミス（Hank Smith）、レイ・マイケルズ（Ray Michaels）、マイケル・レイノルズ(Michael Reynolds)

## 出演作品

### テレビアニメ
1983年
- Smurfs and the Magic Flute（オイリー）

1985年
- Captain Harlock and The Queen of a Thousand Years（アレクサンダー）
- ロボテック（ドルザ）
- ワンワン三銃士（ウディニエール）

1987年
- GALACTIC PATROL レンズマン（ヘインズ空港長官）
- Ferdy（スパイダー）

1988年
- けろっこデメタン（スネーク）

1994年
- 夢の星のボタンノーズ

1995年
- 宇宙の騎士テッカマンブレード（コルベット）

1997年
- ストリートファイターII V（インターポール）※マンガ・エンターテイメント版

1999年
- カウボーイビバップ（コロネル）
- 北斗の拳
- 星方武侠アウトロースター（老人）
- デジモンアドベンチャー（ゲンナイ）

2000年
- アークザラッド（ビビガ）
- デジモンアドベンチャー02（ゲンナイ）
- るろうに剣心 -明治剣客浪漫譚-（橋爪琢磨）

2001年
- 怪盗セイント・テール（市長、執事）
- THE ビッグオー（スヴェン・マウリスキ）
- トランスフォーマー・ロボッツ・イン・ディスガイズ（レールスパイク）
- 六門天外モンコレナイト（ケンタウロス百戦王）

2002年
- 風まかせ月影蘭（菊姫屋の番頭）

2003年
- 009 THE CYBORG SOLDIER（コズミ博士、ポセイドン）

2004年
- WOLF'S RAIN（オーカム卿）
- 攻殻機動隊 STAND ALONE COMPLEX（丹生邦彦）

2009年
- 絶対無敵ライジンオー（武田防衛隊長官）

### 劇場アニメ
1983年
- Smurfs & The Magic Flute（パパスマーフ）

1989年
- ドラゴンボール 神龍の伝説（グルメス大王）※ハーモニーゴールド USA版

1990年
- SF新世紀 レンズマン（ヘインズ空港長官）

1992年
- ゴキブリたちの黄昏（ナオミの祖父）
- ゴルゴ13（ボブ・ブレイガン）
- ルパン三世 カリオストロの城（土地守）

1993年
- 妖獣都市（ジュゼッペ・マイヤート）

1994年
- Captain of the Forest（シュナウザー）

1995年
- はだしのゲン（老人）

1996年
- アミテージ・ザ・サード POLY-MATRIX（ラリー・ランドルフ）
- GHOST IN THE SHELL / 攻殻機動隊（外務大臣）※ハンク・スミス名義
- 魔女の宅急便（ケットの祖母）

2001年
- AKIRA（根津様）※DVD版、レイ・マイケルズ名義
- ラーマーヤナ ラーマ王子伝説（ダシャラタ）

2002年
- カウボーイビバップ 天国の扉（大佐）
- 2005年
- APPLESEED（七賢老）

### OVA
1995年
- LILY-C.A.T.（マイク・ハミルトン）

1999年
- 火聖旅団 ダナサイト999.9（島岡教授）

2010年
- 絶対無敵ライジンオー（武田防衛隊長官）

### ゲーム
1992年
- Star Trek: 25th Anniversary Enhanced（ブレデル）

1993年
- Star Trek Judgment Rites（ブレデル、他）

1998年
- ブレイヴフェンサー 武蔵伝

### テレビドラマ
1985年
- 新トワイライト・ゾーン（運転手）
- 特攻野郎Aチーム（ドン・シャープ）

2001年
- ラリーのミッドライフ★クライシス（怒れるファン、ウェイター、本人役）

### 実写映画
1983年
- ラスト・ギャンブラー（シャッキー）

1987年
- オフ・ザ・マーク（医者）

1989年
- ナイトライフ（警察官5）

1990年
- デルタフォース2（判事）

1991年
- ホワイトファング（声）

### テレビ映画
1999年
- Larry David: Curb Your Enthusiasm（本人役）

### 特撮
1993年
- パワーレンジャー（スピットフラワーの声）※ノンクレジット

1994年
- バーチャル戦士トゥルーパーズ（アイヴァー将軍の声、ブルー・ボアーの声、アンフィビドーの声（初代）、シープドッグの声、ゼルトンの変身したメタルボットの声）※レイ・マイケルズ名義

1995年
- バーチャル戦士トゥルーパーズ（ダイス・ソードボットの声（2代目）、ミノタウルスボットの声〈初代〉、アンフィビドーの声〈初代〉）※レイ・マイケルズ名義
- パワーレンジャー（モンド・ザ・マジシャンの声、ランテラーの声）※ノンクレジット

1996年
- ビッグ・バッド・ビートルボーグ（テラー・ベアの声）※レイ・マイケルズ名義
- マスクド・ライダー（ウォーリアーコマンダーの声、ストロングマンの声、スカル・リーパー1の声、テンタックロンの声、ロブスタートロンの声）※レイ・マイケルズ名義

1998年
- パワーレンジャー・イン・スペース（クロコオヴィールの声、デストラクティピードの声）※ノンクレジット

1999年
- パワーレンジャー・ロスト・ギャラクシー（キャプテン・バウンティの声）

2001年
- パワーレンジャー・タイムフォース（メカナウの声）

2002年
- パワーレンジャー・ワイルドフォース（シップオルグの声、ナレーター）

### 吹き替え
1983年
- 恐竜戦隊コセイドン（ゴドメス皇帝）

1989年
- ハロー・スペンサー（ネーポムク）

1994年
- 未来忍者 慶雲機忍外伝（雷鳴法師〈山本昌平〉）

## 参加作品

### テレビアニメ（スタッフ）
1985年
- Captain Harlock and The Queen of a Thousand Years（ダイアログ・ディレクター、脚本）
- ロボテック（ダイアログ・ディレクター、脚本、ダイアローグ・エディター）

1987年
- Macron 1[3]（脚本）
- メイプルタウン物語（アシスタント・ディレクター、台本脚色）

1988年
- けろっこデメタン（音声演出）

1989年
- けろっこデメタン（音声演出、台本）

1990年
- げらげらブース物語（台本）
- ドラゴンクエスト 勇者アベル伝説（台本）
- ピーターパンの冒険（台本）

1991年
- キャッ党忍伝てやんでえ（台本）

1992年
- 樫の木モック（台本）

1994年
- 森の陽気な小人たち ベルフィーとリルビット（台本）

1995年
- 昆虫物語 みなしごハッチ（台本）

1999年
- デジモンアドベンチャー（台本）